# Divya Deshmukh
Divya Deshmukh (Marathi दिव्या देशमुख, Hindi दिव्या देशमुख; geboren am 9. Dezember 2005 in Nagpur, Maharashtra) ist eine indische Schachspielerin. Mit ihrem Sieg beim Schach-Weltpokal der Frauen 2025 erhielt sie automatisch den Großmeistertitel.

## Karriere
Deshmukh begann im Alter von fünfeinhalb Jahren mit dem Schachspiel. Bereits im Alter von 7 Jahren erhielt sie den Titel des FIDE-Meisters der Frauen (WFM). Sie war bei mehreren Jugendweltmeisterschaften der Frauen erfolgreich, so gewann sie 2014 im südafrikanischen Durban die Weltmeisterschaft in der Altersklasse U10 sowie 2017 im brasilianischen Poços de Caldas in der Altersklasse U12.
Im April 2019 erreichte Deshmukh, die im Februar 2019 ihre erste IM-Norm erspielt hatte, im Alter von 13 Jahren erstmals eine Elo von über 2400. Beim First Saturday im Oktober 2021 erfüllte sie mit ihrer dritten Norm die Voraussetzungen für den Titel Großmeister der Frauen (WGM) und erzielte zugleich die zweite Norm für den IM-Titel. Im Jahr 2023 erspielte Deshmukh beim Baku Open ihre dritte IM-Norm und erlangte damit als zwölfte indische Frau den Titel des Internationalen Meisters (IM).
Deshmukh vertrat Indien bei der Online-Schacholympiade 2020, bei der sie mit dem Frauenteam ihres Landes Gold gewann. Bei der Schacholympiade der Frauen 2022 in Chennai wurde sie Teil des indischen Teams am Reservebrett und erhielt für ihre individuelle Leistung an diesem eine Bronzemedaille. Mit einer starken Leistung bei der Schacholympiade 2024 in Budapest erlangte sie neben dem Sieg mit ihrer Mannschaft die Goldmedaille als Brettpreis an Brett 3.
Nach einem dritten Platz in Neu-Delhi 2022 gewann Deshmukh 2023 im kasachischen Almaty die asiatische Einzelmeisterschaft der Frauen. Zudem gewann sie die asiatische Blitzmeisterschaft der Frauen 2022 und belegte 2023 den zweiten Platz.
Bei der Juniorenweltmeisterschaft der Frauen (U20) im indischen Gandhinagar 2024 war Deshmukh mit 10 Punkten aus 11 Partien siegreich.
Beim Schach-Weltpokal der Frauen 2025 in Batumi schlug Deshmukh auf ihrem Weg ins Finale die chinesischen Spitzenspielerinnen Zhu Jiner und Tan Zhongyi und traf im Finale auf K. Humpy. Nach zwei Remispartien konnte sie Humpy in der zweiten Partie des Tie-Breaks schlagen und sicherte sich so den Sieg beim Weltpokal. Durch ihren Turniersieg wird sie – auch wenn sie bis dahin keine Großmeisternorm erzielte – automatisch zur Schachgroßmeisterin ernannt.

## Vereine
In der deutschen Schachbundesliga der Frauen spielte Deshmukh 2023/24 für die OSG Baden-Baden und erzielte 1,5 Punkte aus 2 Partien. Sie war auch für die Saison 2024/25 gemeldet, kam aber nicht zum Einsatz.